# Brittiska Superbike 2005
Brittiska Superbike 2005 vanns av Gregorio Lavilla.

## Delsegrare
| Bana           | Vinnare          | Märke  | Vinnare          | Märke  |
| -------------- | ---------------- | ------ | ---------------- | ------ |
| Brands Hatch   | Ryuichi Kiyonari | Honda  | Ryuichi Kiyonari | Honda  |
| Thruxton       | Ryuichi Kiyonari | Honda  | Ryuichi Kiyonari | Honda  |
| Mallory Park   | Michael Rutter   | Honda  | Michael Rutter   | Honda  |
| Oulton Park    | Michael Rutter   | Honda  | Leon Haslam      | Ducati |
| Mondello Park  | Ryuichi Kiyonari | Honda  | Gregorio Lavilla | Ducati |
| Croft          | Ryuichi Kiyonari | Honda  | Gregorio Lavilla | Ducati |
| Knockhill      | Ryuichi Kiyonari | Honda  | Ryuichi Kiyonari | Honda  |
| Snetterton     | Ryuichi Kiyonari | Honda  | Gregorio Lavilla | Ducati |
| Silverstone    | Gregorio Lavilla | Ducati | Ryuichi Kiyonari | Honda  |
| Cadwell Park   | Tommy Hill       | Yamaha | Leon Haslam      | Ducati |
| Oulton Park    | Ryuichi Kiyonari | Honda  | Ryuichi Kiyonari | Honda  |
| Donington Park | Gregorio Lavilla | Ducati | Gregorio Lavilla | Ducati |
| Brands Hatch   | Gregorio Lavilla | Ducati | Leon Haslam      | Ducati |

## Slutställning
| Plats | Förare           | Märke    | Poäng |
| ----- | ---------------- | -------- | ----- |
| 1     | Gregorio Lavilla | Ducati   | 461   |
| 2     | Ryuichi Kiyonari | Honda    | 429   |
| 3     | Michael Rutter   | Honda    | 371   |
| 4     | Leon Haslam      | Ducati   | 350   |
| 5     | Glen Richards    | Kawasaki | 241   |
| 6     | Dean Thomas      | Kawasaki | 198   |